# مت مکی
مت میسی (انگلیسی: Matt Macey؛ زادهٔ ۹ سپتامبر ۱۹۹۴) بازیکن فوتبال اهل بریتانیا است که در پست دروازه‌بانی برای باشگاه فوتبال هیبرنین بازی می‌کند. (در فصل ۲۰۲۱–۲۰۲۰)
از باشگاه‌هایی که در آن بازی کرده‌است می‌توان به باشگاه فوتبال پلیموث آرگیل، باشگاه فوتبال آرسنال، باشگاه فوتبال لوتون تاون، باشگاه فوتبال بریستول راورز، و باشگاه فوتبال آکرینگتون استنلی، و باشگاه فوتبال هیبرنین اشاره کرد.او هم اکنون در لیگ فوتبال اسکاتلند برای باشگاه فوتبال هیبرنین توپ می زند.